# 多变丝瓣芹
多变丝瓣芹（学名：Acronema commutatum）为伞形科丝瓣芹属的植物，是中国的特有植物。分布在中国大陆的西藏、云南、四川等地，生长于海拔2,700米至3,500米的地区，多生长于山坡林下，目前尚未由人工引种栽培。